# NXPH1
NXPH1 (англ. Neurexophilin 1) – білок, який кодується однойменним геном, розташованим у людей на короткому плечі 7-ї хромосоми. Довжина поліпептидного ланцюга білка становить 271 амінокислот, а молекулярна маса — 31 082.
| 10         |  | 20         |  | 30         |  | 40         |  | 50         |
| ---------- |  | ---------- |  | ---------- |  | ---------- |  | ---------- |
| MQAACWYVLF |  | LLQPTVYLVT |  | CANLTNGGKS |  | ELLKSGSSKS |  | TLKHIWTESS |
| KDLSISRLLS |  | QTFRGKENDT |  | DLDLRYDTPE |  | PYSEQDLWDW |  | LRNSTDLQEP |
| RPRAKRRPIV |  | KTGKFKKMFG |  | WGDFHSNIKT |  | VKLNLLITGK |  | IVDHGNGTFS |
| VYFRHNSTGQ |  | GNVSVSLVPP |  | TKIVEFDLAQ |  | QTVIDAKDSK |  | SFNCRIEYEK |
| VDKATKNTLC |  | NYDPSKTCYQ |  | EQTQSHVSWL |  | CSKPFKVICI |  | YISFYSTDYK |
| LVQKVCPDYN |  | YHSDTPYFPS |  | G          |  |            |  |            |

A: Аланін

C: Цистеїн

D: Аспарагінова кислота

E: Глутамінова кислота

F: Фенілаланін

G: Гліцин

H: Гістидин

I: Ізолейцин

K: Лізин

L: Лейцин

M: Метіонін

N: Аспарагін

P: Пролін

Q: Глутамін

R: Аргінін

S: Серин

T: Треонін

V: Валін

W: Триптофан

Секретований назовні.